# Озеряновка
Озеряновка (укр. Озерянівка) — посёлок, входит в Горловский городской совет Донецкой области Украины. Под контролем самопровозглашённой  Донецкой Народной Республики.

## География
К западу от населённого пункта проходит линия разграничения сил в Донбассе (см. Второе минское соглашение). По юго-восточной окраине посёлка протекает канал Северский Донец — ДОНБАСС в открытом русле.

### Соседние населённые пункты по странам света

#### Под контролем ВСУ
З: Новосёловка (Ясиноватский район), Троицкое

#### Под контролем ДНР
С, СВ: город Горловка
СЗ: Широкая Балка
В: Фёдоровка, Новосёловка (Енакиевский городской совет)
ЮЗ: Ставки
ЮВ: Пятихатки
Ю: Михайловка, Пантелеймоновка 

## Население
Население по переписи 2001 года составляло 1154 человека.

## Местный совет
Административный центр Озеряновского сельского совета.
Адрес местного совета: 84693, Донецкая обл., Горловский городской совет, посёлок Озеряновка, ул. Рихтера, 1. Телефонный код — 6242.